# Число Белла

52 розбиття множини з 5 елементів

В комбінаториці числом Белла {\displaystyle B_{n}} називається число всіх невпорядкованих розбиттів n-елементної множини, при цьому за означенням вважають {\displaystyle B_{0}=1}.
Число Белла можна обчислити як суму чисел Стірлінга другого роду:
{\displaystyle B_{n}=\sum _{m=0}^{n}S(n,m)}
Для чисел Белла справедлива також формула Добинського:
{\displaystyle B_{n}={\frac {1}{e}}\sum _{k=0}^{\infty }{\frac {k^{n}}{k!}}}.
Генератриса чисел Белла має вигляд:
{\displaystyle \sum _{n=0}^{\infty }{\frac {B_{n}}{n!}}x^{n}=e^{e^{x}-1}}.

## Приклад
Значення чисел Белла {\displaystyle B_{n}} для {\displaystyle n=0,1,\dots ,10}:
1, 1, 2, 5, 15, 52, 203, 877, 4140, 21147, 115975, … (послідовність A000110 з Онлайн енциклопедії послідовностей цілих чисел, OEIS)